# Wormvormig kalknetje
Het wormvormig kalknetje (Badhamia affinis) is een slijmzwam die behoort tot de familie Physaraceae. Het leeft saprotroof op in bossen op dood loofhout.

## Kenmerken

### Uiterlijke kenmerken
De sporangia zijn 0,6 tot 1,5 hoog en hebben vaak een deukje. Het hypothallus is bruin. De steel is 1,3 maal de hoogte van het sporangium. 
Het plasmodium is waterig-wittig.

### Microscopische kenmerken
De capillitiumbuizen zijn geheel gevuld met witte kalk. Ze vertakken zelden tussen de bodem naar het peridium. De sporen hangen niet in klompjes samen en zijn donkerbruin in bulk. Ze zijn zeer fijnwrattig en de wratjes zijn bij doorvallend licht niet al te donker. Vaak is er een kiemspleet aanwezig en de sporen hebben een kenmerkend wit ringetje. De sporenmaat is 11 tot 13 μm in diameter.

## Verspreiding
Het verspreidingsgebied is kosmopolitisch. In Nederland komt het wormvormig kalknetje vrij zeldzaam voor. Het staat niet op de rode lijst en is niet bedreigd.